# Littledalea
Tribu
Genre
Classification phylogénétique
Littledalea  est un genre de plantes monocotylédones de la famille des Poaceae, sous-famille des Pooideae, originaire d'Asie centrale et de Chine.
Ce genre, qui regroupe quatre espèces, dont trois endémiques de Chine, est l'unique genre de la tribu des Littledaleeae (tribu monotypique).
Étymologie
le nom générique « Littledalea » est un hommage au voyageur anglais et explorateur du Tibet autonome, Clement St. George Royds Littledale (1851–1931).

## Liste d'espèces
Selon World Checklist of Selected Plant Families (WCSP) (15 septembre 2016) :
- Littledalea alaica (Korsh.) Petrov ex Kom. (1934)
- Littledalea przevalskyi Tzvelev, Trudy Bot. Inst. Akad. Nauk S.S.S.R. (1968)
- Littledalea racemosa Keng, Contr. Biol. Lab. Sci. Soc. China (1934)
- Littledalea tibetica Hemsl. (1896)